# Glenea sanctaemariae
Glenea sanctaemariae är en skalbaggsart som först beskrevs av Thomson 1857.  Glenea sanctaemariae ingår i släktet Glenea och familjen långhorningar.
Artens utbredningsområde är Bangladesh. Inga underarter finns listade i Catalogue of Life.